# Policrate di Efeso
Policrate di Efeso (130 circa – 196) è stato un vescovo greco antico di Efeso (probabilmente l'ottavo) alla fine del II secolo.
Policrate ci è noto dal V libro della Storia ecclesiastica di Eusebio di Cesarea che narra della questione quartodecimana che lo vide opposto a papa Vittore I.
L'unico suo scritto rimasto è la lettera, riportata parzialmente da Eusebio, che egli scrisse a Vittore I quando aveva probabilmente 65 anni. In tale lettera, per sostenere l'osservanza quartodecimana per la celebrazione della Pasqua, ricorda i personaggi importanti della propria Chiesa, tra cui Filippo l'apostolo che «si è addormentato a Gerapoli», le due figlie di Filippo, Giovanni quello che «si era chinato sul petto del Signore, il quale fu sacerdote, ha indossato la lamina e fu testimone e maestro e si addormentò a Efeso», Policarpo di Smirne che «fu vescovo e martire», Melitone di Sardi «l'eunuco che visse unito nello Spirito Santo e che giace in Sardi, in attesa dell'episcopato dal cielo, quando risorgerà dai morti.» Tutti costoro, sostiene Policrate, seguirono l'osservanza quartodecimana, alla quale anch'egli e diversi vescovi d'Asia si attenevano; Vittore, però, non mutò parere e anzi considerò Policrate e le chiese d'Asia quartodecimane come eterodosse, dichiarandole non più in comunione.